# Ефективна частота
Ефективна частота, Effective Frequency, EffFq — показник, що відображає кількість контактів з рекламою, оптимальних для впливу на цільову аудиторію. Тобто, скільки разів потрібно показати глядачеві рекламу, щоби той вчинив цільову дію (запам'ятав продукт або бренд, перейшов на сайт, здійснив покупку тощо). Вимірюється в кількості, наприклад «5+».
Якщо глядач побачить рекламний ролик 50 разів, то напевне його запам'ятає. Проте запам'ятовування може відбутись раніше, припустимо, на сьомому показі, і в такому випадку платити за всі подальші покази було б недоцільно. В такому випадку ефективною частотою буде «7», а фактичною частотою — «50». Дослідження та дотримання ефективної частоти дозволяє раціонально розпорядити маркетинговий бюджет. 

## Історія досліджень

### Перші експерименти
Спочатку найбільший внесок у розробку проблеми внесли психологи, що працюють в рамках концепції навчання. Центральними тут були поняття біхевіоризму (стимул, реакція, підкріплення), використані для пояснення різних елементів споживчої поведінки.
Перші дослідження в цій області були проведені наприкінці XIX — початку XX століття. Так, Г. Еббінгхаус провів вивчення взаємозалежності між частотою повторення, довжиною послання і ступенем «запам'ятовуваності» повідомлення. Суть експерименту полягала в наступному. Щодня автор читав вголос набір рекламних повідомлень, а потім намагався відтворити їх по пам'яті. У результаті було виявлено, що зі збільшенням числа днів експерименту кількість повторень необхідних для пригадування реклами зменшується. Тобто регулярне рекламний вплив позитивно впливає на ступінь запам'ятовування. Разом з тим, було зафіксовано явище падіння рівня «запам'ятовуваності» в часі.
Треба зазначити, що в 60-70-і роки відбувалося ретельніше вивчення явища, надзвичайно важливого для розуміння проблеми ефективної частоти контактів. Мова йде про т.з. поріг «насичення» при дії реклами. Був опублікований ряд досліджень в яких стверджувалося, що характер рекламного впливу аж ніяк не є лінійним. Стосовно до показників уваги, обізнаності, установки стосовно бренду виділялися два інтервали впливу реклами. Перший — зародження і формування, другий — насичення. Саме в цьому зв'язку вперше виникло питання про те, яка мінімальна кількість контактів необхідно для досягнення згаданих вище комунікаційних ефектів.

### Концепція трьох контактів
У широко відомих роботах Х. Крагмана стверджувалося, що саме три контакти з ТБ роликом є необхідним мінімумом для забезпечення уваги та поінформованості потенційних покупців про бренд. З одного боку, цінність робіт автора полягала в тому, що їм на солідному емпіричному матеріалі підтверджувалися висновки, зроблені іншими авторами (Р. Грасс). З іншого боку, тут пропонувалося зрозуміле психологічне пояснення концепції трьох контактів. На думку автора, перший контакт забезпечує початкове увагу адресата до повідомлення і передбачає відповідь на питання «Що це таке?». Другий контакт має більш особистісний характер, під час нього формується відповідь на питання «Що саме ця реклама значить для адресата?». Третій контакт виконує функцію нагадування. Одночасно третій контакт є початком процесу «зняття» уваги з предмета, які цікавили раніше.

### 1980-90ті
В останні два десятиліття відбувся перегляд багатьох поширених раніше уявлень про ефективну частоту. Перш за все більшість фахівців погодилося з думкою про те, що правило «3 + контактів» є серйозним спрощенням. Саме про це говорили результати досліджень. Показово, що в 80-90ті роки акцент у них робився на ускладненні аналітичних процедур, на ретельнішому аналізі взаємозв'язку комунікативної і споживчої поведінки.

### Індекси короткострокового рекламного впливу (STAS)
Одним з найбільш широко відомих у цій галузі є дослідження короткострокових ефектів, виконане під керівництвом Дж. Ф. Джонса в 1991 році в США. Протягом всього року відбувалася фіксація споживчої поведінки представників 2000 домогосподарств відносно 142 брендів з 12 товарних груп. Дані про покупки фіксувалися за допомогою сканування електронних кодів товарів, тоді як особливості телеперегляду реєструвалися за допомогою піпл-метрів.
Автором були введені т. зв. індекси короткострокового рекламного впливу — STAS (Short Term Advertising Strength). STAS індекси показували різницю в долі покупок брендів, з рекламою яких відбувалися (або не відбувалися) контакти протягом семи днів, що передують купівлі. Результати фіксували, що в середньому перший контакт з рекламою бренду значно більше впливав на збільшення частки цього бренду серед всіх придбаних брендів. Причому всі наступні контакти (також відбувалися за сім днів до покупки) настільки сильного впливу на розширення частки ринку бренду не чинили.

### Остаточний вердикт
З питанням про те, яка кількість контактів з рекламним повідомленням є мінімально ефективним, єдиної думки не склалося. Окремі дослідження фіксують, що два контакти за цикл покупки є ефективним рівнем контактів. Водночас вказується на доцільність відмови від поняття «оптимальності» частоти контактів, оскільки істотне значення має характер розподілу контактів протягом циклу покупки. Значимість одного контакту за цикл покупки виявляється найочевиднішим для відомих брендів, які займають велику ринку. Подальші контакти збільшують ймовірність придбання товару, проте «внесок» цей має значиму тенденцію до зменшення.

## Залежність від інших параметрів
Показник залежить від рівня і якості креативу, маркетингових цілей і завдань, активності конкурентів і ще кількох параметрів.
Залежність від креативу — найочевидніша. Один ролик з першого разу подобається, торкає за душу, запам'ятовується, і ти йдеш, купуєш, і жартуєш слоганом. А інший хоч 15 разів покажи — споживач його не зрозуміє, а якщо зрозуміє, то не запам'ятає, а якщо запам'ятає, то сам ролик, але ось що рекламувалося? І так далі.

## Розрахунок
Ефективна частота — показник експертний. Тобто, є безліч способів його оцінки, але жодного способу розрахунку. Найвідоміший метод оцінки — матриця дотепності(Ostrow), запропонована в 1982 році.